# Адалхард (Каролинги)
Адалхард (Adalhard; saint Adalhard; * 752; † 2 януари 826) e син на Каролингера Бернхард, извънбрачен син на Карл Мартел и една франка.
Брат е на Ингелтруда и на Вала, който става също игумен.
Адалхард става през 772 г. монах, от 781 до 814 и от 821 игумен на Корби, от 822 г. също игумен на Корвей. През междинните години е монах в Ноармотие.
Възпитаван е заедно с братовчеда си Карл в двореца. Той е на 20 години, когато Карл изгонва първата си съпруга Герперга, дъщеря на лангобардския крал Дезидериус и Анса през 771 г. С втората му съпруга Хилдегард той не иска да е заедно и става монах в Корби. Отива заради честите посещения на роднините му в Монтекасино.
Карл го извиква обратно и той става игумен на Корби и участва заедно с другите големи активно в управлението.
През 781 г. той води управлението сам, след като момчето Пипин става крал на Италия. След смъртта на Карл през 814 г., когато Лудвиг става кайзер, той е отхвърлен и му вземат цялата собственост. Отива обратно в манастира и заедно с брат си Вала възпитава пленници – младежи в християнската вяра.
Умира на 2 януари 826. През 1025 г. изваждат тържествено костите му и се случва чудо, което е описано от монах Герхард.
Адалхард е Светец на католическата църква от 1026 г.